# Walter B. Loewenstein
Walter Bernard Loewenstein (* 23. Dezember 1926 in Gensungen, Hessen; † 26. November 2018) war ein US-amerikanischer Physiker, der auf dem Gebiet der Reaktortechnik arbeitete.

## Leben und Wirken
Walter Loewenstein wurde als Sohn des jüdischen Holz- und Getreidehändlers Louis Loewenstein und dessen Ehefrau Johanna in der damaligen selbstständigen Gemeinde Gensungen geboren. 1938 emigrierte die Familie in die Vereinigten Staaten und ließ sich in Tacoma, Washington nieder. 1943 erhielten die Familienangehörigen die US-Staatsbürgerschaft. Loewenstein besuchte das College in Puget Sound. 1945 wurde er zur US Navy eingezogen, wo er ein Jahr diente. Anschließend kehrte er an das College in Puget Sound zurück und schloss 1949 das Studium der Mathematik und Physik ab. Nach einem einjährigen Studium an der Graduate School der University of Washington wechselte er an die Ohio State University, wo er unter anderem Lehrveranstaltungen von Alfred Landé besuchte. 1954 promovierte er mit einer Arbeit zur chemischen Physik.
Angeregt durch die nach Ende des Zweiten Weltkrieges forcierten Entwicklungen auf dem Gebiet der Reaktorphysik ging er an das Argonne National Laboratory in Idaho Falls, wo er bei Robert Avery und David Okrent zu sogenannten Schnellen Reaktoren forschte. Ab 1958 widmete er sich der Konstruktion eines kleinen Brutreaktors, der die Bezeichnung Experimental Breeder Reactor II (EBR-II) erhielt. Anfang der 1960er Jahre wirkte er am Argonne National Laboratory bei der später eingestellten Entwicklung von Nuklearraketen mit. Ab 1968 war er in leitender Funktion beim EBR-II-Projekt tätig, 1972 wurde er Direktor dieses Projektes und 1973 Leiter der Applied Physics Division.
Im selben Jahr ging er an das neu gegründete Electric Power Research Institute in Palo Alto, Kalifornien. Dort wurde er Leiter des Safety Technology Department der Nuclear Power Division, und ab 1982 bis zu seiner Pensionierung war er stellvertretender Direktor der Nuclear Power Division.
Loewenstein arbeitete in verschiedenen nationalen und internationalen Gremien mit. Seit Gründung der American Nuclear Society (ANS) war er in dieser Gesellschaft in verschiedenen Funktionen tätig. Von 1989 bis 1990 war er deren Vorsitzender.
1962 wurde er Fellow der American Physical Society. 1991 wurde er zum Mitglied der National Academy of Engineering gewählt.